# Trieux
Trieux är en liten flod i Frankrike. Den är totalt 71,4 kilometer lång (varav 18 km upptas av en lång flodmynning med saltvatten) och rinner från söder till norr genom provinsen Trégor i Bretagne. Flodens utlopp är i Engelska kanalen. Den flyter genom städerna Guingamp, Pontrieux och Lézardrieux.

## Flodens lopp
Trieux har sin källa i kommunen Kerpert på 230 meters höjd över havet, ett tjugotal kilometer väster om Quintin. Den mynnar i Engelska kanalen nära Île de Bréhat och bildar där ett floddelta tillsammans med systerfloden Leff.
Totalt täcker Trieux avvattningsområde (totalt 447 km²) helt eller delvis 33 olika franska kommuner. De tre kantonerna som främst berörs är Bourbriac, Guingamp och Pontrieux. De två sistnämnda är de två viktigste tätorterna utefter flodens lopp.
33 000 invånare bor utefter floden eller dess bifloder.
Trieux är i sitt övre lopp en smal och relativ grund flod. Den flyter relativt snabbt fram till Plésidy, och floden har så långt en omfattande vattenväxtlighet. Efter Ploumagoar vidgar sig floden. Strömmen lugnar då ner sig, samtidigt som vattenvegetationen minskar.

## Längd och vattenföring
Floden är totalt 71,4 kilometer lång, men den är endast i 53,4 kilometer en flod med sötvatten. De sista 18 kilometerna upptas av den långa flodmynningen ut i Engelska kanalen, med bräckt eller saltvatten. Vid mynningen ligger staden Lézardieux.
Trieux har en medelvattenföring på 4,83 m³/s. Den stridaste strömmen på floden sker från januari till mars, då vattenföringsmaximum på 11 m³/s uppnås. Mellan slutet av juni och till början av september nås vattenföringsminimum med cika 0,6 m³/s. Vattenföringen är cirka 3 m³/s vid Saint-Péver, 6 m³/s vid Guingamp och 10 m³/s vid sammanflödet med Leff (i den långa flodmynningen).

## Användning
I Trieux vatten förekommer 18 olika fiskarter, och floden är en populär flod för sportfiske. Bland annat är den känd för fiske av lax, vars antal på senare år åter ökat genom utsättning av yngel och åtgärder mot vattenföroreningar.
Floden används även som källa för vatten till hushåll och områdets jordbruk. En vattentäkt i kommunen Saint-Clet i flodens nedre lopp tar upp 670 m³ per dygn, vilket försörjer 4 000 personer med svatten. En större vattentäkt nära Guingamp tar upp 5 150 m³ per dygn, vilket försörjer 22 000 personer med vatten.